# キリスト教年表
キリスト教年表（キリストきょうねんぴょう）では、キリスト教宣教史に関する重要なできごとを年表としてまとめる。
前1世紀　1世紀　2世紀　3世紀　4世紀　5世紀　6世紀　7世紀　8世紀　9世紀　10世紀
11世紀　12世紀　13世紀　14世紀　15世紀
16世紀　17世紀　18世紀　19世紀　20世紀　21世紀

## キリスト教史の重要な出来事

### 前1世紀
- 紀元前63年　共和政ローマの将軍のポンペイウスがエルサレムに入城する。ユダヤ地方（イスラエルまたはパレスチナともいう）はローマの支配下に入る。
- 紀元前34年　ヘロデ大王、ローマからユダヤ人の王に任命される。
- 紀元前29年　オクタウィアヌス、ローマ初代皇帝（アウグストゥス）となり、帝政ローマが始まる。
- 紀元前7年～紀元前4年頃（伝：紀元1年）　イエスがユダヤ地方のベツレヘムに降誕する。

### 1世紀
- 27年　この頃、洗礼者ヨハネが活動を開始する。イエスはヨハネより洗礼を受け、良き訪れと呼ぶ宣教活動を開始する。
- 29年または30年（伝：33年）　イエスがエルサレムのゴルゴタの丘で磔刑になり、3日目に復活した。復活の後、イエスが弟子たちに大宣教命令を与えた。
- 35年または36年　ステファノが石打ちの刑で死にキリスト教の最初の殉教者（致命者）となる。迫害者パウロ（本名サウロ）がイエスの幻を見て回心する。
- 46年　サウロがバルナバとともに第1回伝道旅行（キプロス・小アジア）に出発し、途中で名をパウロと改める。
- 47年　宣教方針をめぐってエルサレムで使徒会議が開かれ、異邦人への宣教が認められる。
- 48年　パウロが第2回伝道旅行（小アジア・ギリシャ）に出発し、途上でテサロニケ人への第1・第2の手紙が書かれる（～51）。
- 52年　パウロが第3回伝道旅行（小アジア・ギリシャ）に出発し、途上でコリント人への第1・第2の手紙が書かれる。
- 54年　この頃、マルコによる福音書が書かれる。
- 57年　パウロはユダヤ人に訴えられて逮捕されるが、ローマ市民であるとして皇帝に上訴する。
- 60年　パウロはローマに到着し、以降数年を過ごす。フィリピ人・コロサイ人・フィレモンなどへの手紙を書く。この頃、ルカによる福音書が書かれる。続いて同じ著者によって、使徒言行録が書かれる。マタイによる福音書もこのころ成立。
- 61年　エルサレムの教会を指導していたイエスの兄弟ヤコブが殉教する。
- 64年　ローマの大火を理由として皇帝ネロがキリスト教徒を迫害する。
- 66年　ユダヤ地方のユダヤ人達がローマ帝国に反旗を翻し、第1次ユダヤ戦争が起こる。
- 70年　ローマ軍がエルサレムを陥落させ、ユダヤ教のエルサレム神殿が廃墟となる。
- 100年　この頃までにヨハネによる福音書・ヨハネの黙示録が完成する。
- 100年　この頃、ユダヤ教徒がヤムニア会議で旧約聖書正典を決定。

### 2世紀
- 135年　第2次ユダヤ戦争（バル・コクバの乱）終結し、ローマ軍によってエルサレムは廃墟とされる。

### 3世紀
- 230年頃　アレクサンドリアのオリゲネスが活動。初の体系的なキリスト教神学と評される。
- 250年　ローマ皇帝デキウスによる大迫害が始まる。
- 293年　ローマ帝国、四分割される（テトラルキア）。

### 4世紀
- 301年　アルメニア王国がキリスト教を国教とする（アルメニア使徒教会）。当時のアルメニアはローマ帝国の従属国だが、国家の国教としては世界初。
- 303年　ローマ皇帝ディオクレティアヌスがキリスト教禁圧令を出し迫害する。
- 306年　この頃、アントニウスがエジプトで隠修士を集め、キリスト教最初の修道院を始める。
- 312年　ローマ皇帝コンスタンティヌス1世、十字架を旗印にしてミルヴィウス橋の戦いに勝利する。
- 313年　ローマ皇帝コンスタンティヌス1世がミラノ寛容令を発し、キリスト教を公認する。
- 318年　エジプト、アレクサンドリアで、父と子の同質性を認める主教アレクサンドロスと、これを認めないアリウス派の間で論争が起こる。
- 325年　コンスタンティヌス1世によって第1ニカイア公会議（最初の全地公会議）が開かれ、父と子の同質性を確認しアリウス派が異端とされるが、アリウス論争はその後も長く続く。
- 327年　ジョージアがキリスト教を国教とする（グルジア正教会）。
- 350年頃　エチオピアがキリスト教（コプト正教会、のちに独立してエチオピア正教会）を国教とする。
- 361年　ローマ皇帝ユリアヌス（背教者ユリアヌス）がローマ古来の宗教の復活を企てる。
- 374年　アンブロジウスがミラノ司教に着座。西方教会の典礼を整備する。
- 375年　ゲルマン民族の大移動が開始される。
- 379年　カイサリアのバシレイオス（聖大ワシリイ）永眠。東方教会で用いられる聖体礼儀の奉神礼文を整備。
- 381年　ローマ皇帝テオドシウス1世によって第1コンスタンティノポリス公会議が開かれ、ニカイア・コンスタンティノポリス信条が採択される。再びアリウス派が異端とされ、アリウス論争が決着する。
- 386年　アウグスティヌスがマニ教からキリスト教に回心する。
- 388年　キリスト教とユダヤ教の異宗婚が禁止される。
- 389年　ナジアンゾスのグレゴリオス永眠。東方教会の神学の大成者。
- 392年　ローマ皇帝テオドシウス1世がキリスト教をローマ帝国の国教に定める。
- 395年　ヒッポ（北アフリカ）の司教アウグスティヌスが『告白』を書く。

ローマ帝国が東西に分離。
- 397年　カルタゴ会議で新約聖書正典を決定。

### 5世紀
- 400年頃　金口イオアン（ヨアンネス・クリュソストモス）活動、東方教会で最も標準的に用いられる聖体礼儀の奉神礼文を整備。
- 409年　サーサーン朝ペルシア帝国がキリスト教寛容令を出す。
- 410年　ヒエロニムスがエルサレムで聖書をラテン語に翻訳する（ヴルガータ訳聖書）。

アウグスティヌスが代表的著作『神の国』を著す。後世のプロテスタントに至るまで、西方教会の神学に大きな影響を与えた。
- 411年　ペラギウス論争起こる。
- 431年　エフェソス公会議でペラギウスとネストリウスを異端とする。ネストリウス派はペルシアに亡命。
- 432年　パトリキウスがアイルランドに伝道（ケルト系キリスト教の始まり）。
- 440年　ローマ司教レオ1世が、ローマ司教の首位権（教皇権）を主張する。
- 451年　カルケドン公会議で両性論が正統とされ、単性論と見なされた（当事者は合性論であり単性論とは違うと主張する）コプト正教会、シリア正教会、アルメニア使徒教会（非カルケドン派正教会）が分立する。
- 452年　ローマ教皇レオ1世がフン族の長アッティラをローマから撤退させる。
- 459年　登塔者克肖聖シメオン永眠。
- 476年　ゲルマン人の度重なる侵攻に耐えてきた西ローマ帝国が滅亡する。
- 486年　クローヴィスがフランク王国を建てる。
- 496年　フランク王クローヴィス、部下3千人と共にカトリックの洗礼を受ける。

### 6世紀
- 517年　ブルグント王ジギスムント、アリウス派からカトリックに改宗。
- 529年　ベネディクトゥスがモンテ・カッシーノに修道院を開く（ベネディクト会）。
- 535年　ネストリウス派の宣教師が初めて中国を訪問。
- 553年　第2コンスタンティノポリス公会議が開かれる。
- 590年　ローマ教皇グレゴリウス1世（大聖グレゴリオ）が着座する（この頃より、ローマ教皇という言葉が使われる）。

アイルランド出身の修道士コルンバヌス、ヨーロッパ大陸に伝道を開始する。
- 596年　カンタベリーのアウグスティヌスがアングロ・サクソン人に伝道を開始する。

### 7世紀
- 620年　東ローマ帝国（ビザンティン帝国）の公用語がラテン語からギリシア語に変わる。
- 622年　イスラム教を開いたムハンマド（マホメット）がマディーナ（メディナ）に遷る。ヒジュラ暦元年。
- 635年　ネストリウス派の宣教師が中国の唐を訪問。
- 638年　イスラム軍がエルサレムほかパレスチナ全域を制圧。

長安にネストリウス派の教会・大秦寺が建つ。
- 651年　クルアーン（コーラン）が編纂される。
- 664年　ウィットビー教会会議でケルト系キリスト教の主張が破られ、以後衰退。
- 680年　第3コンスタンティノポリス公会議で単意論が異端とされる。

### 8世紀
- 700年　イスラム軍が北アフリカを制圧。
- 711年　イスラム軍がイベリア半島を制圧。
- 720年　イスラム軍がフランク王国に侵入。
- 726年　聖像破壊運動。
- 732年　フランク王国宮宰カール・マルテルがトゥール・ポワティエ間の戦いでイスラム軍を撃退し、イスラム軍のヨーロッパへの進軍が止む。
- 745年　ケルンに大司教座が設置される。
- 750年　ウマイヤ朝が滅亡し、アッバース朝が始まる。
- 756年　フランク王国宮宰小ピピン、ラヴェンナの土地を教皇に寄進し、教皇領が始まる。
- 780年　養子論論争。
- 781年　大秦景教流行中国碑が建てられる。
- 787年　第2ニカイア公会議（最後の全地公会議）で聖像の使用が認可される（聖像破壊運動の最終決着）。
- 793年　イングランド北部、リンデスファーン修道院、ノルマン人に襲われる（ヴァイキングの南下遠征の始まり）。
- 800年　カール・マルテルの孫カール大帝（シャルル・マーニュ）がローマで教皇レオ3世から西ローマ皇帝として戴冠される。

### 9世紀
- 829年　伝道師アンスガルら北欧のヘーゼビュー、ビルカに布教。850年代にもビルカで布教するが抵抗に遭い失敗する。
- 844年　聖餐論争。[要出典]
- 846年　イスラム軍が東ローマ帝国を攻撃する。
- 848年　二重予定説論争。[要出典]
- 860年　ノルマン人がルーシ（ウクライナ、ロシアなど東スラヴ地域）を支配する。
- 865年　聖書が古代教会スラヴ語に翻訳される。
- 867年　西のローマと東のコンスタンティノープルの教会が一時的に分裂する。
- 869年　第4コンスタンティノポリス公会議開かれる。
- 878年　イスラム軍がシチリア島を占領する。

### 10世紀
- 950年　デンマーク王ハーラル1世がキリスト教を公認。
- 957年　キエフ公妃オリガがコンスタンティノポリスで受洗。
- 962年　東フランク王国（ドイツ）国王オットー1世が神聖ローマ帝国皇帝となる。
- 988年　キエフ大公ウラジーミル1世が受洗し、主教座が設置される。
- 989年　キエフ大公ウラジーミル1世が東ローマ皇帝の妹と結婚し、正教会がルーシの国教になる素地となる。
- 995年　ノルウェー王オーラヴ1世がキリスト教を導入。
- 1000年頃　アイスランドがアルシングにおいてキリスト教を国教として受け入れる。

キリスト教に改宗したアイスランド・ヴァイキングのレイフ・エリクソン、北アメリカを「発見」。布教、領有化は成されなかった。
スウェーデン王オーロフ・シェットコンヌングがイングランド人宣教師によって受洗。

### 11世紀
- 1014年　デンマーク王クヌーズ2世がキリスト教を国教とする。
- 1020年　クリュニー修道院の改革が、教会改革へと波及する。
- 1041年　「神の休戦」が制定される。
- 1049年　ローマ教皇レオ9世が着座し、カトリック教会の綱紀粛正。
- 1054年　ローマ教皇とコンスタンティノープル総主教が相互に破門し、東西教会の分裂が決定的となる。
- 1073年　ローマ教皇グレゴリウス7世が教会改革を断行する。
- 1074年　カトリック教会において聖職者の独身制が決定され、妻帯していた司祭などが失職する。
- 1075年　カトリック教会において聖職者の平服が禁止される。俗人による聖職叙任が禁止される。
- 1077年　教皇グレゴリウス7世に破門された神聖ローマ皇帝ハインリヒ4世が赦しを請う（カノッサの屈辱）。
- 1096年　第1回十字軍が出発し、パレスチナとシリアの一部を占領する。
- 1099年　十字軍がエルサレム王国を建国。アンティオキア公国などの十字軍国家も並立。

### 12世紀
- 1113年　聖ヨハネ騎士団が認可される。
- 1115年　クレルヴォー修道院が創設される。
- 1117年　ヴェネツィアのサン・マルコ寺院が完成。
- 1122年　ヴォルムス協約が締結される。
- 1123年　第1ラテラン公会議開かれる。
- 1128年　テンプル騎士団が結成される。
- 1139年　第2ラテラン公会議開かれる。
- 1140年　南フランスでカタリ派が広がる。
- 1147年　第2回十字軍。
- 1155年　スウェーデン王エリク9世、フィンランドへ布教（北方十字軍）。
- 1160年　ランス大聖堂の建設開始。
- 1163年　ノートルダム大聖堂 (パリ)の建設開始。
- 1170年　オックスフォード大学が創設される。
- 1177年　南フランスでヴァルド派が広がる。
- 1179年　第3ラテラン公会議開かれる。
- 1185年　カトリック教会で単形色（パンのみ）の聖体拝領とロザリオの使用が習慣化する。
- 1189年　第3回十字軍。
- 1199年　ドイツ騎士団が認可される。

### 13世紀
- 1203年　第4回十字軍がコンスタンティノープルを占領して虐殺・略奪を行い、ラテン帝国を建国。
- 1209年　アルビジョア十字軍がカタリ派打倒の名目で南フランスへ派遣され、住民の虐殺を行う。
- 1209年　アッシジのフランチェスコによりイタリアでフランシスコ会が創立される。
- 1212年　少年十字軍が派遣され、その大多数が人身売買で奴隷にされる。
- 1215年　第4ラテラン公会議が実体変化の教義を宣言し、聖職者の行動指針を示す。
- 1216年　ドミニコが創立したドミニコ会が認可される。
- 1217年　ハンガリー王の十字軍がエジプトを攻撃する。
- 1218年　第5回十字軍。
- 1223年　フランシスコ会が認可される。
- 1228年　第6回十字軍。
- 1233年　ケンブリッジ大学が創設される。
- 1229年　カトリック教会において信徒の聖書朗読が禁止される。
- 1245年　第1リヨン公会議開催、フリードリヒ2世の神聖ローマ皇帝位を剥奪。
- 1248年　第7回十字軍。
- 1255年　パリ大学がアリストテレス哲学の講義を開始する。
- 1270年　第8回十字軍。
- 1273年　パリ大学教授でドミニコ会のトマス・アクィナスが『神学大全』を完成する。
- 1274年　第2リヨン公会議が教皇選挙の方式を改正。
- 1289年　フランシスコ会のモンテコルヴィノが元の大都（北京）に派遣される。

### 14世紀
- 1303年　大都にカトリックの大司教座が設置される。
- 1309年　ローマ教皇クレメンス5世が教皇庁を南フランスのアヴィニョンに移す（アヴィニョン捕囚）。
- 1311年　ヴィエンヌ公会議開かれる。
- 1312年　テンプル騎士団が弾圧される。
- 1329年　マイスター・エックハルトが異端審問にかけられる。
- 1345年　ルーシで、のちに至聖三者聖セルギイ大修道院に発展する修道院がラドネジのセルギイにより創始される。
- 1377年　ローマ教皇のアヴィニョン捕囚が終わる。
- 1378年　カトリック教会に二人の教皇が並立し、教会大分裂が始まる。
- 1384年　ウィクリフが英語聖書を翻訳、ロラード派と呼ばれる初期宗教改革運動が起こる。

### 15世紀
- 1414年　公会議主義者の主導によってコンスタンツ公会議が開かれ、教会大分裂を終わらせ、ヤン・フスを喚問・火刑に処す。
- 1419年　ボヘミアでフス戦争が始まる。
- 1429年　フランスでジャンヌ・ダルクが火あぶりとなる。
- 1431年　公会議主義者主導によるバーゼル公会議が始まる。
- 1438年　教皇派が公会議をフェラーラ・フィレンツェに移転し、コンスタンティノープル総主教が出席して、東西教会合同の教令を採択（但し、後に正教会側はこの公会議を無効とする）。
- 1448年　ロシア正教会が独立・成立する。
- 1453年　オスマン帝国により、コンスタンティノポリスが陥落し、東ローマ帝国（ビザンティン帝国）が滅亡する。
- 1479年　イベリア半島のカスティーリャ王国とアラゴン王国が合同してスペイン王国が成立する。
- 1492年　コロンブスがアメリカ大陸に到達する（西欧人のアメリカ大陸発見）。

### 16世紀
- 1504年　ハイチにカトリックの大司教座が設置される。
- 1517年　マルティン・ルターによる宗教改革が開始される。
- 1522年　オスマン帝国がハンガリーを攻撃。
- 1523年　スイス・チューリヒでツヴィングリがルター派とは異なる独自の（より急進的な）宗教改革を起こす（のちに急進派はアナバプテストを結成、穏健派はカルヴァン派と統合）。
- 1524年　ドイツ農民戦争が始まる。
- 1525年　ティンダルが聖書を英語に翻訳。
- 1527年　スウェーデンでルター派宗教改革を開始。
- 1529年　オスマン帝国による第一次ウィーン包囲。
- 1530年　ルター派の信条をまとめたアウクスブルク信仰告白発布。
- 1532年　神聖ローマ皇帝カール5世がプロテスタントを容認する。
- 1534年　イングランド王ヘンリー8世が国王至上法を発布してイングランド国教会を創設し、カトリック教会から分裂する。
- 1535年　カトリックとルター派の同盟軍が、アナバプテスト（再洗礼派）を鎮圧。
- 1536年　ヘンリー8世がイギリス国内の修道院を解散させる。
- 1536年　デンマーク＝ノルウェーの宗教改革。
- 1540年　ローマ教皇によりイエズス会が修道会として認可される。
- 1541年　スイス・ジュネーヴでカルヴァンが独自の宗教改革を進め、神権政治体制を布く。
- 1545年　トリエント公会議により、プロテスタント運動に対抗したカトリック教会内部の自己改革が頂点に達する（対抗宗教改革）。
- 1546年　プロテスタント、シュマルカルデン同盟を結び、カトリックと対決（シュマルカルデン戦争）。
- 1547年　イヴァン4世（雷帝）がロシア皇帝（ツァーリ）に即位。
- 1549年　イエズス会員フランシスコ・ザビエルが来日し、キリスト教を伝える。

ツヴィングリ派の一部とカルヴァン派が統合（改革派教会）。
- 1560年　ジョン・ノックスがスコットランドでカルヴァン主義に立脚した宗教改革を起こす（スコットランド国教会、長老派教会）。
- 1563年　イングランド国教会が『39箇条』を制定、のちの聖公会に繋がる基礎教理となる。

ドイツ・プファルツ選帝侯国で、カルヴァン主義に立脚したハイデルベルク信仰問答が発布。
- 1572年　フランスで聖バルトロマイの祝日に、プロテスタントが虐殺される（サン・バルテルミの虐殺）。
- 1582年　ローマ教皇グレゴリウス13世がグレゴリオ暦を公布する。イエズス会の宣教師マテオ・リッチがマカオに上陸。
- 1584年　マテオ・リッチ、天主実義を著述。
- 1589年　モスクワ府主教イオフが、初代モスクワ及び全ルーシの総主教に就任、他の正教会の四人の総主教からその地位を承認される。
- 1593年　オスマン帝国がオーストリアを攻撃し、首都のウィーンを包囲する。
- 1596年　ブレスト合同により、ウクライナ東方カトリック教会が成立する。
- 1597年　長崎・西坂で豊臣秀吉の命によりキリスト教徒二十六名が処刑される（日本二十六聖人）。
- 1598年　フランスでナントの勅令により、プロテスタント（ユグノー）が容認される。
- 1600年　スウェーデン、リンチェピングの血浴を行ない、ルター派を国教化する。

### 17世紀
- 1604年　オランダ改革派教会の中でアルミニウス主義論争が起こる。
- 1611年　欽定訳聖書が完成する。
- 1618年　三十年戦争が始まる。
- 1619年　ドルトレヒト会議でアルミニウス主義が退けられ、カルヴァン主義の教理を再確認するドルト信仰基準が制定される。
- 1620年　イングランドを脱出した清教徒がアメリカのマサチューセッツ州プリマスに上陸。ヴァージニア州で黒人奴隷の使用を開始。
- 1622年　長崎西坂で55名のキリシタンが処刑される（元和の大殉教）。
- 1629年　長崎でキリシタン弾圧のために、踏絵がはじめて行われる。
- 1633年　ガリレオ・ガリレイが地動説により異端審問を受ける。
- 1637年　長崎、熊本で島原の乱。
- 1640年　ヤンセニスム論争。
- 1642年　イングランド・スコットランドに清教徒革命勃発。
- 1644年　イングランド国王軍が議会軍に敗退する。
- 1646年　イングランド・スコットランドに共通する信条として、カルヴァン主義に立脚したウェストミンスター信仰告白採択。
- 1648年　清教徒革命により、イングランドの王制が廃止され、共和国となる。
- 1648年　ヴェストファーレン条約で三十年戦争終決。神聖ローマ帝国内での改革派教会（カルヴァン主義）を容認。
- 1652年　モスクワ総主教ニーコンの着座。以降1666年の追放まで、ロシア正教会の奉神礼をギリシャ化する改革を行う。これに反対する者は古儀式派を結成。
- 1653年　理神論が盛んになる。
- 1660年　イングランド王政復古。
- 1643年　ニューイングランド植民地連合が結成される。
- 1649年　メリーランド州で信教自由法が施行される。
- 1670年　シュペーナーにより、ドイツ敬虔主義が始まる。
- 1673年　イングランドで、カトリック信徒の公職就任を禁止する審査律が施行される。
- 1683年　オスマン帝国の第二次ウィーン包囲失敗。キリスト教各国、神聖同盟を結び、イスラム教に反撃。
- 1685年　フランスでナントの勅令が廃止される。
- 1688年　イングランドで名誉革命により、議会が王権に対して決定的に優位に立つ。
- 1689年　イングランドで信教自由令が施行される。

### 18世紀
- 1721年　モスクワ総主教庁がピョートル1世により正式に廃止され、以降20世紀までモスクワ総主教位は空位となる。
- 1734年　ニューイングランドで大覚醒が起きる。
- 1739年　イングランド国教会の司祭であったジョン・ウェスレーによって、アルミニウス主義に立脚したメソジスト運動が起こる。
- 1755年　ニューイングランド経験主義哲学が始まる。
- 1775年　アメリカ独立戦争が始まる。
- 1776年　アメリカ合衆国が建国される。
- 1781年　ドイツで信仰寛容令が布告され、修道院が閉鎖される。
- 1784年　アメリカでメソジスト監督教会が設立され、イングランド国教会から正式に分離独立。

米国聖公会が成立（英国領土以外で初の独立した聖公会）。
リチャード・レイクスが日曜学校を始める。
- 1785年　アメリカで政教分離法と宗教税禁止法が施行される。
- 1789年　フランス革命が起こり、国王派とみなされた聖職者や修道士多数が迫害される。
- 1792年　ウィリアム・ケアリーがバプテスト伝道協会を設立する。

合衆国憲法修正箇条により、信教の自由と、国教制度の否定が明記される。
- 1798年　教皇領がナポレオンのイタリア侵攻によって消滅する。
- 1799年　イングランド国教会宣教協会が設立される。

### 19世紀
- 1801年　フランス、ローマ教皇とコンコルダートを締結。フランスにローマ教皇庁の裁治権が復活。
- 1804年　イギリス聖書協会が設立される。
- 1804年　ナポレオン1世がローマ教皇より戴冠されフランス皇帝に即位する。
- 1806年　神聖ローマ帝国が崩壊する。
- 1807年　ウィルバーフォースが奴隷売買廃止運動を開始。
- 1808年　アメリカで奴隷貿易が禁止される。
- 1810年　アメリカン・ボードが設立される。
- 1816年　アメリカ聖書協会が設立される。
- 1827年　イギリスで審査律が廃止される。
- 1833年　オックスフォード運動で聖公会のカトリック的伝統回帰が起こる。
- 1837年　ギュツラフによる日本語聖書の作成。
- 1839年　チャーティスト運動。
- 1844年　YMCAが設立される。
- 1846年　福音同盟(世界福音同盟の創立会員)が設立される。
- 1849年　キリスト教社会主義運動が始まる。
- 1850年　ギリシャ正教会の独立・成立がコンスタンティノープル総主教庁から承認される。
- 1854年　カトリック教会が聖母無原罪の教義を決定。
- 1859年　シナイ写本が発見される。
- 1861年　南北戦争。
- 1865年　中国内地伝道会が設立される。
- 1864年　ローマ教皇が「誤謬表」を発表して、近代思想を非難する。フランス聖書協会が設立される。
- 1868年　修道司祭ニコライ・カサートキンによる洗礼で、日本での正教会信徒が函館で誕生する（ロシアへの漂流民としての日本人正教徒の前例はあり）。
- 1869年　第1バチカン公会議が教皇不可謬説を宣言する。
- 1871年　ドイツで体制側とカトリック教会側が対立し、文化闘争が行われる。

教皇不可謬説に反対するドイツ、オランダなどの一部のカトリック教会が復古カトリック教会として離脱する。
- 1873年　日本でキリシタン禁制の高札が撤去される。
- 1879年　日本聖書協会が設立される。
- 1885年　ルーマニア正教会が独立・成立する。
- 1900年　プロテスタント教会内でエキュメニカル運動が始まる。

### 20世紀
- 1903年　社会的福音が提唱される。
- 1904年　異言を強調するペンテコステ派が誕生する。
- 1910年　エディンバラ世界宣教会議が開催される。
- 1914年　サラエヴォ事件が発生し、第一次世界大戦が始まる。
- 1919年　カール・バルトが『ローマ書』を発表。
- 1922年　ロシア革命の結果としてソ連が成立し、これ以降ソ連政権下でロシア正教会は大弾圧を受ける。
- 1923年　弁証法神学（危機神学）が生まれる。アメリカでメイチェン論争により、ファンダメンタリズムと自由主義神学が対立する。
- 1925年　エキュメニカル運動の成果としてカナダ合同教会が成立する。
- 1929年　ローマ教皇ピウス11世がイタリア政府とラテラノ条約を締結する（バチカン市国の成立）。
- 1931年　アメリカのオハイオ州コロンバスで開かれた聖書研究者の大会の決議により「エホバの証人」という名称が採択される。
- 1937年　エディンバラで信仰と職制世界会議が開催される。
- 1939年　ドイツ告白教会がナチス政権に対して抵抗運動を行う。

イギリス・フランスがドイツに宣戦布告し、第二次世界大戦が始まる。
- 1941年　アメリカ教会協議会が設立される。

日本がアメリカを攻撃し、太平洋戦争が始まる。
- 1945年　エジプトのナグ・ハマディでグノーシス主義関連の文書が大量に発見される（ナグ・ハマディ文書）。
- 1947年　大韓聖書協会が設立される。

南インド教会が設立される。
スウェーデンでルーテル世界連盟が組織される。
- 1949年　フランスで超教派の修道会・テゼ共同体が結成される。
- 1951年　世界福音同盟の結成。
- 1956年　西ドイツで良心的兵役拒否が容認される。

イングランド国教会、スコットランド聖公会、メソジストが相互聖餐の関係を樹立する。
- 1959年　ローマ教皇がプロテスタントに再一致を呼びかける。
- 1962年　ローマ教皇ヨハネ23世が第2バチカン公会議を開催する。
- 1964年　カトリックとルター派の対話（英語版）が始まる。
- 1965年　カトリック教会のローマ教皇パウロ6世と正教会のコンスタンティノープル総主教アシナゴラスが会見し、1054年の相互破門を解く。
- 1966年　イングランド国教会の首座主教であるカンタベリー大主教が、ローマ教皇パウロ6世を公式訪問、共同声明を発する[1]。
- 1970年　日本ハリストス正教会が独立・成立する。
- 1974年　ローザンヌ世界伝道会議でローザンヌ誓約が出される。
- 1978年　ヨハネ・パウロ2世がポーランド人として、またスラブ人として初のローマ教皇となる。
- 1979年　キャンパス・クルセード・フォー・クライストが映画ジーザスを作成。宣教地で用いられる。
- 1988年　「ロシア正教会千年祭」、ソ連で開催。988年のルーシの洗礼の千年記念であると同時に、ペレストロイカによる宗教政策緩和の象徴。
- 1989年　東西ドイツ間のベルリンの壁が崩壊する（共産主義国家の解体開始）。
- 1991年　ソビエト連邦の崩壊。東欧諸国で正教会復興。
- 1994年　北欧・バルトのルーテル教会と、ブリテン諸島・イベリア半島の聖公会が相互聖餐の関係を樹立（ポルヴォー・コミュニオン）。
- 1999年　宗教改革記念日に、カトリック教会とルター派世界連盟が、「義認の教理に関する共同宣言」に調印。
- 2000年　大聖年（ジュビリー、ミレニアム）、バチカンの「聖なる扉」（聖年にのみ開かれる扉のこと）が開かれる。

ローマ教皇ヨハネ・パウロ2世が聖地エルサレムを訪問し、ユダヤ教の指導者と会談する（カトリックとユダヤ教の和解の一歩）。

### 21世紀
- 2003年　バック・トゥー・エルサレム運動。大宣教命令の成就を呼びかける。
- 2007年　ロシア正教会と在外ロシア正教会が和解。
- 2013年　ローマ教皇ベネディクト16世が約600年ぶりに生前辞任。アルゼンチン出身のフランシスコがアメリカ大陸出身者では初のローマ教皇となる。
- 2016年　ローマ教皇フランシスコがスウェーデン訪問、ルター派世界連盟の指導者と共に宗教改革記念日の共同式典に参加[2]。
- 2017年　ルターによる宗教改革開始から500周年。ドイツ・ヴィッテンベルク市ほか世界各地で祝典が開かれる。
- 2018年　ウクライナ正教会の承認を巡る対立で、ロシア正教会が正教会（ギリシャ正教）の名誉的首席であるコンスタンティノープル総主教庁と絶縁[3]。